# Nisargadatta Maharaj
Nisargadatta Maharaj  (17 de abril de 1897 - 8 de setembro de 1981), nascido Maruti Shivrampant Kambli, foi um guru hindu de Advaita Vedanta (não-dualismo), pertencente ao Inchegeri Sampradaya, uma linhagem de professores da Navnath Sampradaya e Lingayat Shaivism. A publicação em 1973 de "Eu Sou Aquilo" (I Am That), uma tradução em Inglês de suas palestras em marata por Maurice Frydman, lhe trouxe reconhecimento mundial e seguidores, especialmente da América do Norte e Europa.

## Biografia
Nisargadatta nasceu no amanhecer de 17 de abril de 1897, um dia de lua cheia no mês de Chaitra, de um casal devoto hindu: Shivrampant Kambli e Parvatibai, em Bombaim. O dia também era de Hanuman Jayanti (Os relatos mais antigos colocam o nascimento de Maruti em março, mas agora sabemos que a Hanuman Jayanti naquele ano foi em 17 de abril), o aniversário de Hanuman, o rei-macaco herói lendário do poema épico Ramayana, ajudante altruísta do Senhor Rama, daí o menino foi chamado de 'Maruti' (outro nome de Hanuman). Maruti Shivrampant Kambli viveu em Kandalgaon, uma pequena aldeia no distrito Ratnagiri de Maharashtra, onde cresceu em meio a sua família de seis irmãos, dois irmãos e quatro irmãs. Seu pai, Shivrampant, trabalhou como empregado doméstico em Mumbai e depois se tornou um pequeno agricultor  em Kandalgaon. Em 1915, depois que seu pai morreu, ele mudou-se para Bombay para sustentar sua família. Inicialmente, ele trabalhou como balconista em um escritório, mas rapidamente ele abriu uma pequena loja de artigos, que vendia principalmente beedis - cigarros enrolados em folha, e logo era dono de uma cadeia de oito lojas de varejo 
. Em 1924 ele se casou com Sumatibai e tiveram três filhas e um filho.

## Despertar
Em 1933, ele foi apresentado a seu guru, Siddharameshwar Maharaj, o dirigente da sucursal Inchegiri do Navnath Sampradaya, por seu amigo Yashwantrao Baagkar. Seu guru lhe disse: "Você não é o que pensa ser ...". Ele então deu a Nisargadatta instruções simples que ele seguiu na íntegra, como ele mesmo contou mais tarde: "Meu guru ordenou-me a persistir no pensamento "eu sou" e não dar atenção a nada mais. Eu apenas obedeci. Eu não seguia qualquer curso particular de respiração, ou meditação, ou estudo das escrituras. O que quer que acontecesse, eu retirava minha atenção de tudo e permanecia com o sentimento "eu sou". Pode parecer simples demais, mesmo cru. Minha única razão para fazê-lo foi que o meu guru me disse isso. No entanto, deu certo!" Seguindo as instruções de se concentrar na sensação de "eu sou", ele usou todo o seu tempo livre à procura de si mesmo em silêncio.
Depois de uma associação que durou quase dois anos e meio, Siddharameshwar Maharaj morreu em 9 de novembro de 1936. Em 1937, Nisargadatta deixou Mumbai e viajou por toda a Índia. Ele finalmente voltou para sua família em Mumbai em 1938, onde passou o resto de sua vida. Na viagem para casa, ele chegou ao despertar: na viagem de regresso evidentemente ele abriu em uma realização irreversível, ininterrupta de Atma transcendente imanente Eu Divino. Suas práticas espirituais tinham esgotado todos os samskaras, os gostos e desgostos problemáticos herdados do karma passado. Finalmente despertou para o Absoluto, Realidade Absoluta. Todo apego, aversão e ilusão tinham terminado. Nisargadatta estava agora totalmente livre no estado de jivanmukta, um liberado enquanto ainda num corpo.

## Anos mais tarde
Entre 1942-1948, ele sofreu duas perdas pessoais, primeiro a morte de sua esposa, Sumatibai, seguido pela morte de sua filha. Ele começou a dar iniciações em 1951, depois de uma revelação pessoal de seu guru, Siddharameshwar Maharaj. Desde Seu retorno a Bombaim em 1938, Nisargadatta tinha sido procurado por aqueles que desejavam o seu conselho em assuntos espirituais. Muitos queriam tornar-se seus discípulos e obter mantra-iniciação formal dele, reverentemente chamando-o "Maharaj", "Grande Rei (espiritual)". No entanto, ele estava relutante em ter discípulos e servir como um guru. Finalmente, em 1951, depois de receber uma revelação interior de Siddharameshar, ele começou a iniciar alunos. Depois que se aposentou de sua loja em 1966, Nisargadatta Maharaj continuou a receber e ensinar os visitantes em sua casa, dando discursos duas vezes por dia, até sua morte, em 8 de setembro de 1981 com a idade de 84 anos, de câncer na garganta.

## Ensinamentos
A consciência da verdadeira natureza
De acordo com Timothy Conway, o único assunto de Nisargadatta foi: ... "A Nossa Verdadeira Identidade como não-nascimento imortal, consciência absoluta infinito-eterno Parabrahman. Para Maharaj, o nosso único "problema" é um caso de erro de identidade: nós presumimos ser um indivíduo, e, fundamentalmente, não somos um indivíduo, somos intrinsecamente sempre e somente o Absoluto."
Nisargadatta explica: "A força da vida [prana] e da mente estão a funcionar [por conta própria], mas a mente vai tentá-lo a acreditar que é "você". Portanto entenda sempre que você é a não espacial e atemporal testemunha."
A auto-investigação: De acordo com Conway, consciência do Absoluto poderia ser recuperada por: A desidentificação radical do sonho de "eu e meu mundo "via intensa meditativa auto-investigação (atma-vichara) e suprema sabedoria (vijñana ou jñana). "Eu sei Só Atma-yoga, que é "Auto-Conhecimento", e nada mais.
Devoção: Nisargadatta era crítico de uma abordagem meramente intelectual à verdade não-dual. Ele tinha um forte zelo devocional ao seu próprio guru, e sugeriu o caminho da devoção, Bhakti Yoga, a alguns de seus visitantes. Jnana yoga não é a única abordagem para a Verdade. Nisargadatta também enfatizou o amor ao guru e a Deus. 
Aquilo: Parabrahman (em sânscrito: Para, além; Brahman, o Espírito Universal) é uma expressão usada pelos estudiosos vedantinos e na teosofia para designar o Princípio Uno, a essência de tudo o que forma o cosmo (nos Vedas é citado como Paramatman). Os estudiosos vedantinos ainda o chamam de Sat ("Aquilo").